# Клод Беррі
Клод Беррі́ (фр. Claude Berri, справжнє ім'я Клод Берл Лангманн, фр. Claude Berel Langmann; 1 липня 1934, Париж — 12 січня 2009, Париж) — французький кінорежисер, сценарист, актор та продюсер.

## Раннє життя
Клод Бері Лангманн народився в Парижі, в сім'ї єврейських батьків-іммігрантів. Його мати, Бейла (уроджена Берку), походила з Румунії, а батько, Гірш Лангманн, був кушніром з Польщі. Його сестрою була сценаристка і редакторка Арлетт Лангманн.

## Життєпис
Беррі прийшов в кінематограф на початку 60-х років, і популярність йому принесли короткометражні стрічки. Одна з перших його робіт — короткометражка «Курча» отримала «Оскар» і нагороду на Венеціанському кінофестивалі.
Наступний успіх прийшов до нього через рік на Берлінському кінофестивалі, де фільм Клода Беррі «Старий і хлопчик» отримав три нагороди: за найкращу чоловічу роль (Мішель Симон), Приз міжнародного євангельського журі, нагорода C.I.D.A.L.C. імені Ганді та був номінований на головний приз фестивалю «Срібний ведмідь».
Клод Беррі зняв також фільми: «Жерміналь», «Жан де Флоретт», «Манон з джерела», «Уран») та інші. У повнометражних картинах Беррі знімалися багато зірок французького екрана: Жерар Депардьє, Ів Монтан, Колюш, Кароль Буке та інші.
Як продюсер він керував випуском таких фільмів, як «Тесс», «Астерікс і Обелікс проти Цезаря», Астерікс і Обелікс: Місія Клеопатра та «Королева Марго» (ця картина, головну роль в якій зіграла Ізабель Аджані, була удостоєна п'яти вищих французьких кінематографічних нагород «Сезар».).
Клод Беррі — батько актора і кінопродюсера Тома Лангманна і актора Жульєна Рассама.
З 2004 року Клод Беррі був президентом Французької сінематеки.
Беррі помер у віці 74 років в Парижі в результаті інсульту.

## Фільмографія (вибіркова)

### Режисер
- 1964 — Поцілунки / Les baisers
- 1964 — Удача і любов / La chance et l'amour
- 1965 — Курча / Le Poulet (к/м)
- 1967 — Старий і хлопчик / Le Vieil homme et l'enfant
- 1969 — Мазел Тов, або Весілля / Mazel Tov ou le Mariage
- 1970 — Блатняга / Le Pistonné
- 1970 — Татове кіно / Le Cinéma de papa
- 1972 — Секс-шоп / Sex-shop
- 1975 — Самець століття / Le Mâle du siècle
- 1976 — Вперше / La première fois[3]
- 1977 — Цей незручний момент / Un moment d'égarement
- 1980 — Я вас кохаю / Je vous aime
- 1981 — Шкільний учитель / Le Maître d'école
- 1983 — Чао, блазень / Tchao Pantin
- 1986 — Жан де Флоретт / Jean de Florette
- 1986 — Манон з джерела / Manon des sources
- 1990 — Уран / Uranus
- 1993 — Жерміналь / Germinal
- 1997 — Війна Люсі / Lucie Aubrac
- 1999 — Стан паніки / La Débandade
- 2002 — Домогосподарка / Une femme de ménage
- 2005 — Сухий залишок / L'un reste, l'autre part
- 2007 — Просто разом / Ensemble, c'est tout
- 2009 — Трезор / Trésor

### Актор
- 1958 — Небезпечна гра / Les jeux dangereux
- 1959 — І прийду плюнути на ваші могили / J'irai cracher sur vos tombes
- 1960 — Красунечки / Les bonnes femmes
- 1960 — Істина / La Vérité
- 1961 — Відпустивши поводи / La bride sur le cou
- 1961 — Боягузи живуть надією / Les lâches vivent d'espoir
- 1962 — Сім смертних гріхів / Les sept péchés capitaux
- 1964 — Це кінь блідий / Behold a Pale Horse
- 1966 — Секс-шоп / Sex-shop
- 1981 — Король дурнів / Le roi des cons
- 1983 — Поранена людина / L'homme blessé
- 1990 — Стен-ексгібіціоніст / Stan the Flasher
- 1994 — Машина / La machine
- 1995 — Три брати / Les trois frères
- 1998 — Крик любові / Un grand cri d'amour
- 1999 — Стан паніки / La Débandade
- 2001 — Спробуй дізнайся / Va savoir
- 2002 — Астерікс і Обелікс: Місія Клеопатра / Astérix & Obélix: Mission Cléopâtre
- 2003 — Ключі від машини / Les clefs de bagnole
- 2004 — Вони одружилися, і у них було багато дітей / Ils se marièrent et eurent beaucoup d'enfant

### Продюсер
- 1976 — Я тебе кохаю… Я тебе теж ні / Je t'aime moi non plus
- 1979 — Тесс / Tess
- 1979 — Поранена людина / L'homme blesse (з Марі-Лор Рейр, Аріелем Зейтуном)
- 1988 — Ліворуч від ліфта / À gauche en sortant de l'ascenseur
- 1988 — Ведмідь /  L' Ours
- 1992 — Коханець / L' Amant
- 1993 — Божевільний день у матінки / Une Journee Chez Ma Mere
- 1994 — Королева Марго / La Reine Margot
- 1997 — Арлетт / Arlette
- 1999 — Астерікс і Обелікс проти Цезаря / Astérix et Obélix contre César
- 2002 — Астерікс і Обелікс: Місія Клеопатра / Astérix & Obélix: Mission Cléopâtre
- 2004 — Професіонали / San-Antonio
- 2006 — Лашкаво прошимо / Bienvenue chez les Ch'tis
- 2007 — Кус-кус і барабулька / La graine et le mulet